# Wesley Sneijder
Wesley Sneijder (født 9. juni 1984 i Utrecht) er en hollandsk tidligere fodboldspiller. Han opnåede i sin aktive seniorkarriere, der strakte sig fra 2002 til 2019, at spille for en række store klubber, heriblandt Ajax, Real Madrid, Inter og Galatasaray, inden han sluttede i Al-Gharafa i Qatar. Derudover spillede han 134 landskampe for Holland og deltog i den forbindelse i seks EM- og VM-slutrunder, ligesom han er indehaver af rekorden for flest landskampe i sit land.
I august 2019 afsluttede han officielt sin karriere.

## Klubkarriere

### Tidlig karriere
Sneijders talent viste sig i en meget tidlig alder, da han i en alder af 5 år udviste evnen til at bruge begge ben lige godt. Han spillede i Utrecht for amatørholdet DOS. Utrecht er ikke fremmed for fodboldtalenter da både Marco van Basten og Jan Wouters er fra Utrecht. Han ankom til Ajax' prestigiøse og verdenskendte ungdomsakademi i en alder af 7 år.

### Ajax
Sneijder brød igennem på Ajax' førstehold i foråret 2003, hvor han hurtigt etablerede sig som Ajax' ypperste frisparksspecialist. Holdet i denne periode talte blandt andet også Sneijders senere holdkammerat i Real Madrid, Rafael van der Vaart. Han debuterede for førsteholdet den 2. februar 2003 i en 6–0 sejr over Willem II og scorede sit første ligamål den 13. april 2003 i en 3–0 sejr over NAC Breda. Sneijder fik sin Champions League-debut den 26. februar 2003 da Ajax formåede uafgjort 0–0 hjemme mod Arsenal.
2003–04 sæsonen var speciel for Sneijder, da han modtog Johan Cruijff Prijs, eller prisen for årets hollandske talent. Det blev i ligaen til 9 mål i 30 optrædener, da Ronald Koemans Ajax triumferede for anden gang i det nye årtusinde og tog den 29. titel i den sammenhæng.
I alt optrådte Sneijder 127 gange for Ajax og scorede 44 mål.

### Real Madrid
Den 13. august 2007 annoncerede Real Madrid købet af Sneijder i en handel til en værdi af €27 millioner. I Real Madrid tilsluttede han sig et hold af verdensstjerner og et hollandsk kontingent, blandt andet Ruud van Nistelrooy, Arjen Robben, Royston Drenthe samt tidligere Ajax holdkammerat Rafael van der Vaart, der ankom samme sommer fra HSV.
Efter Robinhos afgang til Manchester City overtog Sneijder hans nummer, 10, hvorefter van der Vaart kunne optage hans foretrukne nummer 23.
Han blev i det hollandske magasin Voetbal International kåret til at være den bedste hollandske frisparksskytte. Han vandt med 70 % af stemmerne mens Arsenal's Robin van Persie måtte indordne sig med en andenplads med 21 % af stemmerne. Sneijder's tidligere Ajax-holdkammerat og senere holdkammerat i Real Madrid, Klaas-Jan Huntelaar tog de sidste 3 % af stemmerne.

### FC Internazionale Milano
Den 27. august 2009 blev Sneijder og Inter enige om et skifte han skrev under på en 5-årig kontrakt med Leonardos mandskab og en årsløn på godt 30 millioner kroner.

### Galatasaray
Den 20. januar 2013 skiftede Wesley Sneijder fra Inter til den tyrkiske klub Galatasaray Skiftet skete med en Transfersum på 7,5 millioner Euro og en årsløn på 3,2 millioner Euro samt en kamp bonus på 25000 Euro og Underskriftbonus på 3,9 millioner euro. Han fik en rigtig varm velkomst i Istanbul,af over flere tusinde tilskuere som var kommet for at se deres nye stjerne..